# Drupal
Drupal je odprtokodni sistem za upravljanje vsebin (CMS) in ogrodje za upravljanje vsebin (CMF). Napisan v programskem jeziku PHP ter distribuiran pod GNU licenco. Kot zaledni del sistema je uporabljen na miljonih spletnih straneh širom sveta. Njegov razpon uporabe je od manjših osebnih strani, blogov do strani podjetij, državnih institucij vključno s spletno stranjo Bele hiše.

Standardna izdaja znana tudi pod imenom Drupal core, sestoji iz osnovnih funkcij skupnih vsem sistemom za upravljanje vsebin. V skupino osnovnih funkcij spadajo ustvarjanje uporabniških računov, vzdrževanje strani, upravljanje strani, postavitev izgleda strani po meri, RSS oddajanje ter sistemska administracija. 

Drupal lahko teče na katerikoli računalniški platformi. Edini pogoj je  delujoč spletni strežnik zmožen poganjati strežniški skriptni jezik PHP in nameščen sistem za upravljanje s podatkovnimi bazami (MySQL, SQLite, Microsoft SQL Server in podobno) za hranjenje vsebine in nastavitev. Drupal verzije 6 za poganjanje zahteva PHP verzije 4.4.0 ali višje, medtem ko Drupal verzija 7 zahteva PHP verzije 5.2 ali višje. Uporabnik za namestitev in upravljanje lastne spletne strani z Drupalom ne potrebuje znanja programiranja.

## Zgodovina
| Glavne verzije | Datum izdaje   |
| -------------- | -------------- |
| 1.0            | 15. jan. 2001  |
| 2.0            | 15. mar. 2001  |
| 3.0            | 15. sept. 2001 |
| 4.0            | 16. jun. 2002  |
| 5.0            | 15. jan. 2007  |
| 6.0            | 13. febr. 2008 |
| 7.0            | 5. jan. 2011   |

Dries Buytaert je med letoma 1998 in 1999 pričel z razvojem Drupala, predvsem zaradi potrebe po komunikaciji in deljenju informacij med študenti. Tako je nastala t. i. razpravljalnica (angl. Message board) za študente na lokalnem omrežju belgijske Univerze v Gentu. Po opravljeni diplomi je preselil njegovo delo na splet. Prva spletna stran postavljena na spletni verziji Drupala je bila Drop.org.
Skoraj leto zatem, v letih 2000 in 2001, je Dries Buytaert uvidel veliko zanimanje ljudi za njegovo takrat še "razpravljalnico". Kot je raslo zanimanje, so rasle tudi zahteve za dodajanje novih funkcionalnosti. Kaj kmalu se je odločil narediti svoje delo odprtokodno, da se je sam lahko posvetil svojim raziskavam in delu. Skupnost je začela raziskovati, razvijati in testirati nove funkcionalnosti. Tako je "razpravljalnica" postala odprtokodni program pod imenom Drupal. 
Danes je Drupal.org dobro uveljavljena skupnost z več kot 750.000 člani, ki zagotavljajo podporo in dokumentacijo za implementacijo Drupala. Milijoni kopij Drupal ogrodja so bili preneseni  s spleta s strani uporabnikov. Domena drupal.org je bila prvič registrirana 26. aprila 2001 s strani enega izmed članov skupnosti, nato pa dana avtorju Driesu Buytaertu.
Drupal je tudi dobitnik več nagrad Packt Open Source CMS Awards in trikratni zaporedni zmagovalec Webware 100.

## Jedro
Drupal jedro je osnovni element Drupala kot takega. Kot privzeto omogoča spreminjanje, dodajanje in razširjanje vsebine spletne strani tako anonimnim uporabnikom kot registriranim uporabnikom (po presoji administratorja strani) in je dostopna obiskovalcem po številnih izbirnih kriterijih. Jedro prav tako vsebuje hierarhični taksonomski sistem, kateri omogoča, da vsebino kategoriziramo in označujemo (Angl. Tagging) s ključnimi besedami za lažji kasnejši dostop do njih.
Nekaj modulov, ki pridejo v paketu Drupal jedra: statistika obiska in vpisov na stran, napredno iskanje, blogi, komentarji, forumi, ankete, podpora za OpenID, podpora za gostovanje več strani na enem ogrodju, ipd.
V jedru je vključena tudi podpora za prilagoditev osnovnega izgleda strani in barvne sheme, jezikovna podpora za 66 jezikov (med njimi tudi slovenščina).

### Modul
Modul je zbirka	 datotek, ki vsebujejo določene funkcije napisane v programskem jeziku PHP.	Zaradi tega ker	se programska koda dodanih modulov izvaja v sklopu celotne spletne strani, lahko moduli uporabljajo vse že obstoječe funkcije, spremenljivke in strukture v programski kodi Drupal jedra. Zaradi takšnega načina delovanja se lahko koda posameznega modula izvaja na specifičnih mestih v jedru Drupala. S tem se izboljša tudi funkcionalnost jedra samega. Poznamo dve vrsti modulov, to so "jedrni" moduli (ti so že vključeni v ogrodje Drupal in skrbijo, da stran sploh deluje) in pa "prispevani" (angl. contributed) moduli, ki so prispevani s strani Drupalove skupnosti. Slednje lahko posamično prenesemo iz spleta, jih namestimo in omogočimo v Drupalu. Vse razen nekaj za delovanje pomembnih jedrnih modulov, je mogoče tudi onemogočiti glede na	
potrebe	spletne	strani.

## Skupnost
Drupal ima zavidljivo veliko skupnost uporabnikov in razvijalcev. Stran Drupal.org ima že več kot 1,000,000 uporabnikov strani in več kot 13.500 uporabnikov z razvijalskimi računi. Za dokumentacijo trenutno skrbi 373 članov skupnosti. Člani skupnosti so prispevali že več kot 3 milijone komentarjev na spremljana vprašanja.
Tudi v Sloveniji ima Drupal zvesto, sicer ne veliko številčno skupnost. Prvi zbor slovenske skupnosti je bil 14. septembra 2010.

### DrupalCon dogodki
DrupalCon je velik dogodek in predvsem zbirno mesto za tisoče uporabnikov, razvijalcev, oblikovalcev in poslovnih ljudi iz celega sveta, kjer lahko sodelujejo v razpravah, pogovorih in socialnih dogodkih na temo Drupala. Vsako leto se organizirata dva takšna dogodka in sicer prvi v začetku leta na področju Severne Amerike in drugi kasneje v poletnih ali jesenskih mesecih v Evropi.

| DrupalCon dogodki in udeleženost |      |           |             |
| Mesto                            | Leto | Mesec     | Udeležencev |
| München                          | 2012 | August    |             |
| Denver                           | 2012 | Marec     |             |
| London                           | 2011 | August    | 1751        |
| Chicago                          | 2011 | Marec     | 3000        |
| København                        | 2010 | August    | 1200        |
| San Francisco                    | 2010 | April     | 3000        |
| Pariz                            | 2009 | September | 850         |
| Washington                       | 2009 | Marec     | 1400        |
| Szeged                           | 2008 | August    | 500         |
| Boston                           | 2008 | Marec     | 850         |
| Barcelona                        | 2007 | September | 450         |
| Sunnyvale                        | 2007 | Marec     | več kot 300 |
| Bruselj                          | 2006 | September | 150         |
| Vancouver                        | 2006 | Februar   | okrog 150   |
| Amsterdam                        | 2005 | Oktober   | okrog 100   |
| Portland                         | 2005 | August    | več kot 100 |
| Antwerp                          | 2005 | Februar   | manj kot 50 |

## Varnost
Drupalova politika je, da je vsaka varnostna luknja javno objavijo, vendar šele takrat ko je že izdan popravek za dotično napako. Administratorji Drupal strani so samodejno obveščeni o novih izdajah popravkov preko namenskega modula Update Status v verzijah 6.x oziroma preko upravljalca posodobitev (Update Manager) v verzijah 7.x.

Zraven že vgrajenega modula je na voljo	še veliko število modulov, ki dodatno pomagajo varovati	 stran pred nezaželenimi vdori in zlorabami strani. Med omembe vrednimi varnostnimi moduli, je	
skoraj nujen modul za vsako stran postavljeno na ogrodju Drupal imenovan Security Review.